# Stefan Misiaszek

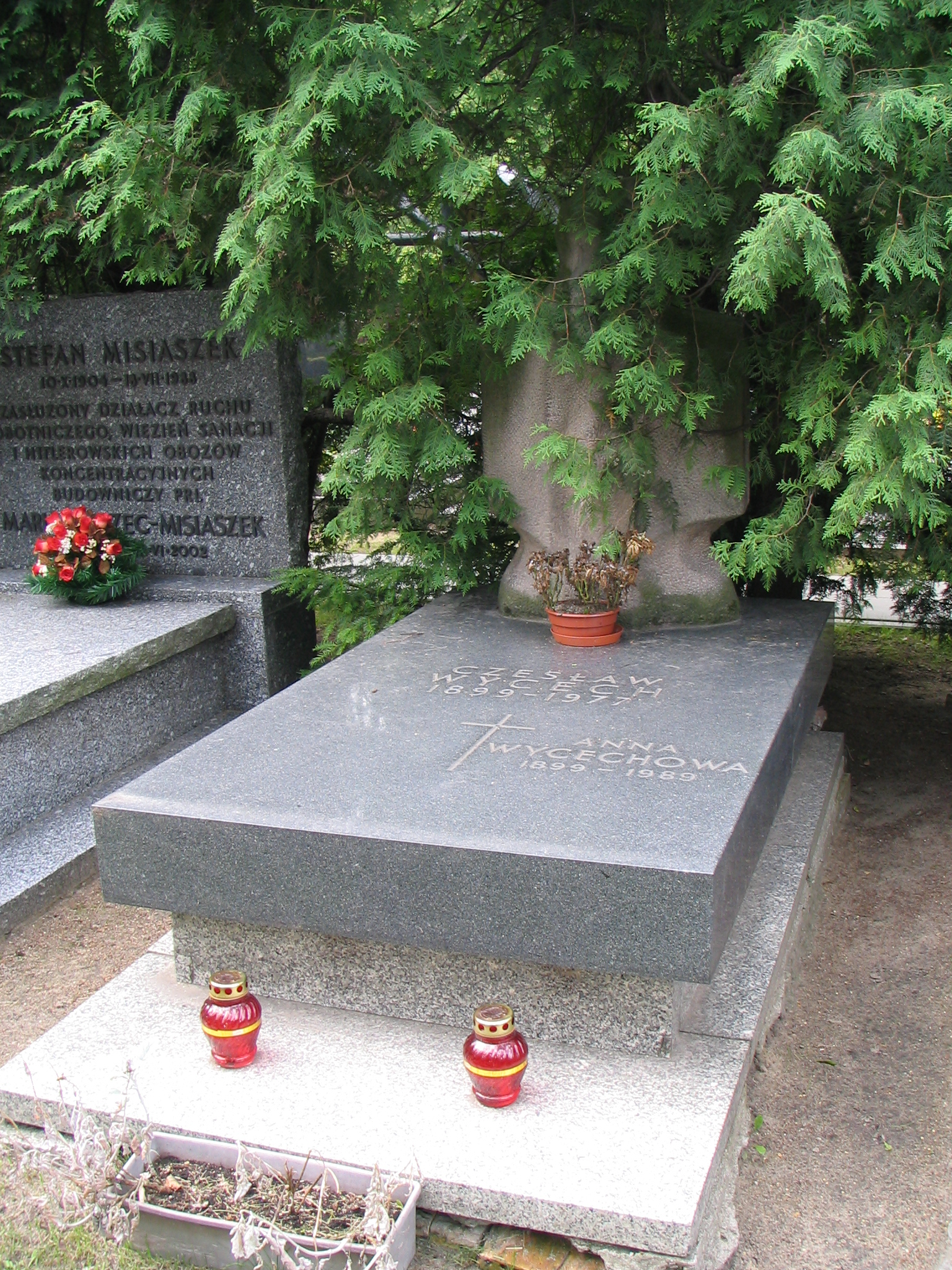
Nagrobek Stefana Misiaszka

Stefan Misiaszek (ur. 10 października 1904 w Dąbrowie Górniczej, zm. 18 lipca 1988 w Warszawie) – działacz społeczny i polityczny okresu II RP i PRL, poseł na Sejm PRL VI i VII kadencji. Budowniczy Polski Ludowej.

## Życiorys
Od 1924 należał do Komunistycznego Związku Młodzieży Polski, a od 1927 do Komunistycznej Partii Polski; działał na terenie Śląska i Zagłębia. W sanacyjnych więzieniach spędził łącznie 6 lat, w tym kilka w jednej celi z Władysławem Gomułką. Pracował m.in. jako ślusarz.
Aresztowany przez Niemców we wrześniu 1939, przebywał w obozach koncentracyjnych Buchenwald i Ravensbrück do zakończenia II wojny światowej. W 1945 wstąpił do Polskiej Partii Robotniczej, był I sekretarzem Komitetu Miejskiego w Katowicach, a po powstaniu Polskiej Zjednoczonej Partii Robotniczej przewodniczącym Wojewódzkiej Komisji Kontroli Partyjnej w Katowicach. Następnie był I sekretarzem Komitetu Wojewódzkiego PZPR w Bydgoszczy (1949–1951) i Poznaniu (1951–1952). W latach 1952–1958 pełnił funkcję zastępcy kierownika Wydziału Organizacyjnego Komitetu Centralnego PZPR, a od 1958 do 1968 kierownika Biura Spraw Kadrowych KC PZPR. Członkiem KC był od marca 1954 do lipca 1981. W latach 1971–1980 przewodniczący Centralnej Komisji Kontroli Partyjnej PZPR.
Był posłem na Sejm PRL VI i VII kadencji (1972–1980) z okręgu Bytom. Przez kilka kadencji zasiadał w Radzie Naczelnej Związku Bojowników o Wolność i Demokrację.
Mieszkał w Warszawie. Był żonaty z Marią Marzec-Misiaszek (1914–2002). Pochowany na wojskowych Powązkach (kwatera A4-tuje-9).

## Odznaczenia (lista niepełna)
- Order Budowniczych Polski Ludowej (1972)[2]
- Krzyż Komandorski z Gwiazdą Orderu Odrodzenia Polski (1964)[3]
- Order Sztandaru Pracy I klasy
- Medal im. Ludwika Waryńskiego (1986)[4]
- Honorowa Odznaka 30-lecia PPR (1972)[5]
- i wiele innych